# J-I
J-I — японський твердопаливний ракетоносій одноразового використання. Він літав тільки одного разу в 1996 році у частковій конфігурації як демонстратор технологій HyFlex.
Носій ніколи не літав в фінальній орбітальній конфігурації, яка повинна була запустити космічний апарат OICETS (який був запущений українською ракетою Дніпро).
Два випробувальні польоти було заплановано здійснити в два-три етапи і принаймні одного тестового запуску. Тим не менше, відбувся тільки тестовий запуск 21 лютого 1996 з двома ступенями, де ракета досягла апогею досягла 110 км.
Потім підтримка NASDA до проекту зникла, тому що витрати на розробку ракети виявилися більшими, ніж аналогічні проекти в інших країнах. 